# 초과산화물 불균등화효소
초과산화물 불균등화효소(superoxide dismutase)는 초과산화물(O2-, superoxide) 라디컬(radical)을 산소(O2)나 과산화 수소(H2O2)로 바꾸는 효소이다.
2 O2- + 2 H+ → H2O2 + O2
불균등화 효소라는 이름이 붙은 이유는 이 반응이 불균등화 반응이기 때문이다. 반응물의 산화수가 -1/2인 초과산화물의 산소가 산화수가 -1인 과산화 수소의 산소와 산화수가 0인 산소 분자의 산소로 각각 환원 및 산화 반응이 동시에 일어나기 때문에 불균등화 반응이라고 부른다.
위 반응에서 나온 과산화 수소를 과산화효소(peroxidase)는 아래와 같이 처리하고,
H2O2 + 2 H+ + 2 e- → 2 H2O
카탈레이스(catalase)는 아래와 같이 처리한다.
2 H2O2 → 2 H2O + O2

## 같이 보기
- 산소내성 혐기성 미생물(aerotolerant anaerobe)